# Festival União da Ibiapaba
O Festival União da Ibiapaba, também conhecido como FUI, é um evento itinerante anual que acontece nas cidades da Serra da Ibiapaba.
O Festival União da Ibiapaba visa integrar e estabelecer o fortalecimento da cultura dos municípios que compõem a região ibiapabana. É realizado anualmente de maneira itinerária, ou seja, a cada ano em uma cidade da Serra Grande. Geralmente são apresentadas ao público várias manifestações artísticas culturais, palestras, danças, teatro, exposições de trabalhos artesanais, oficinas, mostra de cinema e shows, com artistas locais e nacionais, além de premiações a pessoas que se destacam em suas profissões.
O FUI é organizado pela Federação das Artes do Ceará (FEARTE), com o apoio do SEBRAE/CE, SESI/CE, SESC/CE, Secretaria de Cultura do Governo do Estado e do Município-sede.
Já participaram do evento artistas como Wando, Amelinha, José Augusto, Falcão, Chico Terrah, Waldonys e Ednardo. 

## Edições
O FUI teve sua primeira edição em 2007, e desde então é apresentado anualmente (exceto em 2019) ao público local, sempre em uma cidade da região ibiapabana.
- I Edição (2007) – São Benedito
- II Edição (2008) – Ibiapina
- III Edição (2009) – Ubajara
- IV Edição(2010) – Viçosa do Ceará
- V Edição (2011) – Tianguá
- VI Edição (2012) – Tianguá
- VII Edição (2013) – Tianguá
- VIII Edição (2014) – Tianguá
- IX Edição (2015) – Tianguá
- X Edição (2016) – São Benedito
- XI Edição (2017) – Guaraciaba do Norte
- XII Edição (2018) – Ipu
- XIII Edição (2020) – Online (YouTube)